# Pedri Shemeikka
Pedri Iivananpoika Shemeikka, född 1825 i Suistamo i Finland, död 11 april 1915 i tidigare Tuupovaara kommun i Finland, var en karelsk runosångare. 
Pedri Shemeikka var uppvuxen i en familj med tio barn. Han var gift med Maura Pedrintytär Shemeikka. Paret hade nio barn och bodde i byn Öllölä i Tuupovaara i Nordkarelen.
Pedri Shemeikka var framför allt känd som mästare i att framföra runosånger, och hade rykte om sig att vara den sista stora poeten som framförde sånger av detta slag. Han gjorde inspelningar för finländska arkiv.  
År 1935 restes en staty över Pedri Shemeikka, modellerad av Alpo Sailo, i Triangelparken i Sordavala i dåvarande Finland och nuvarande Karelska republiken i Ryssland.

## Bildgalleri

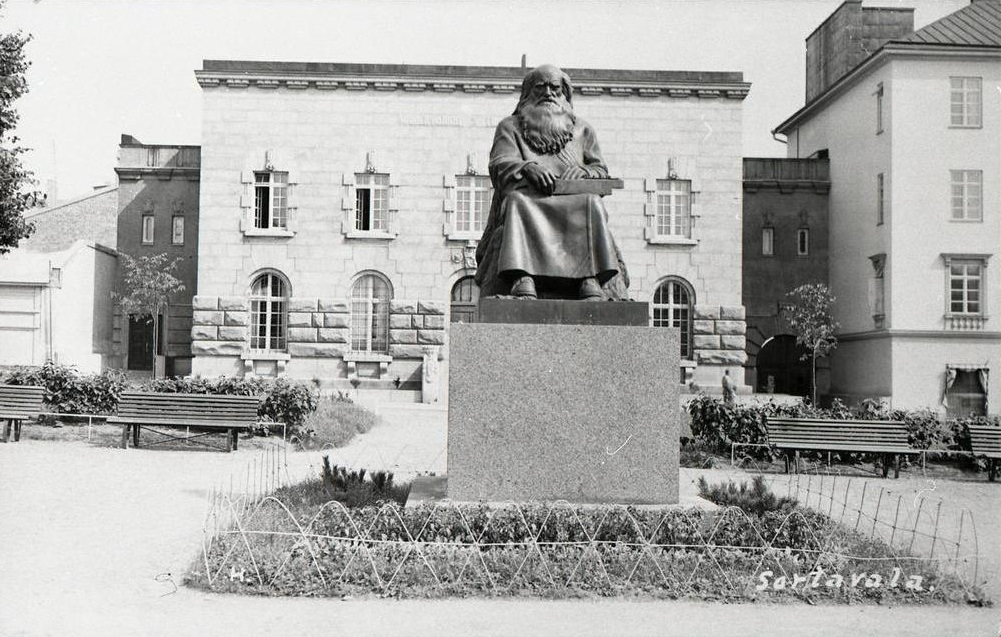
Staty över Pedri Shemeikka av Alpo Sailo, 1935, Väinämöinenparken, Sordavala
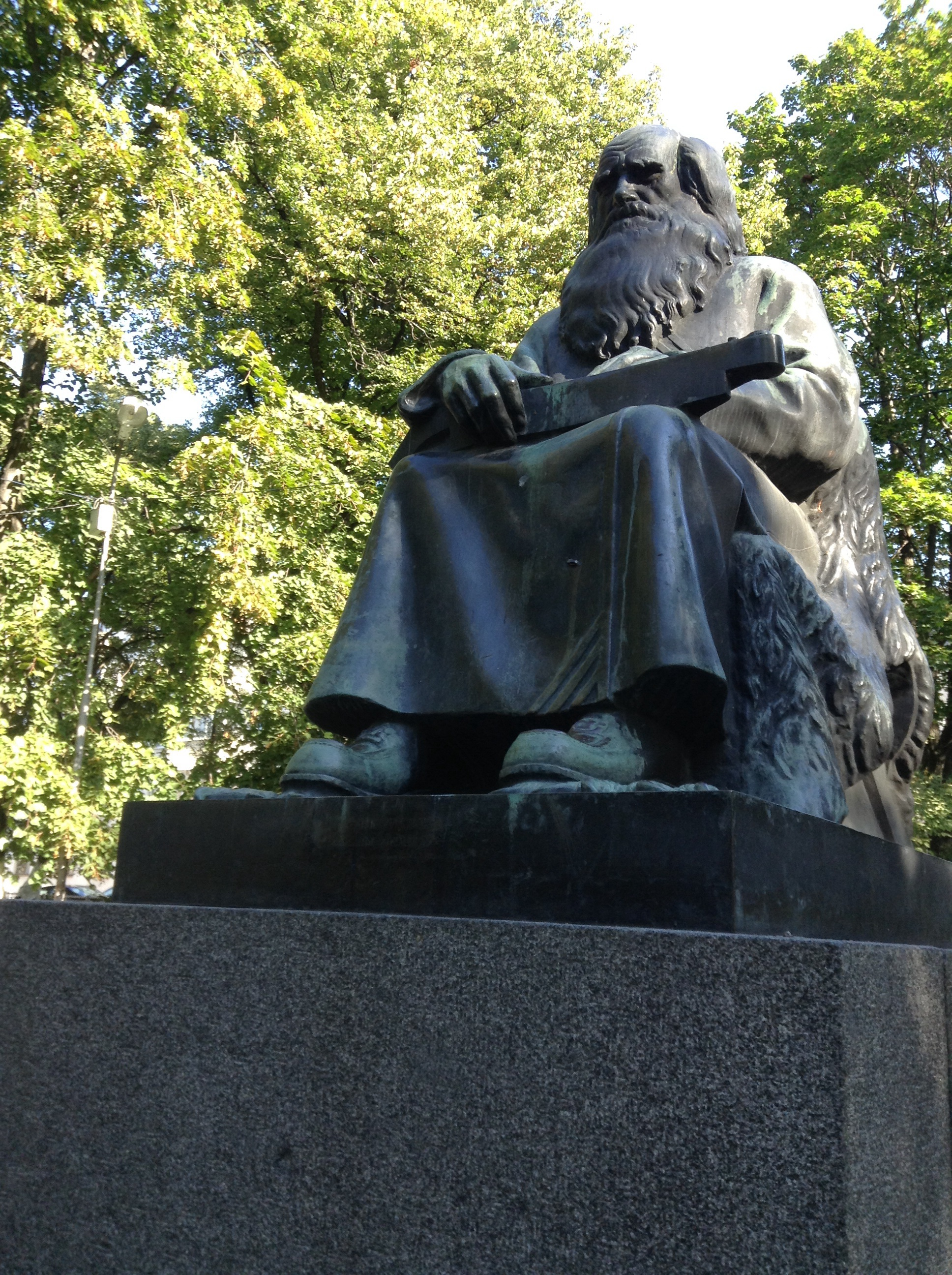
Staty över Pedri Shemeikka av Alpo Sailo, 1935, Väinämöinenparken, Sordavala
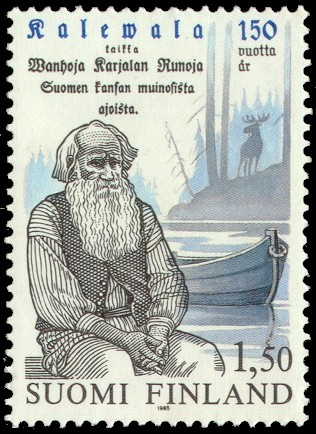
Pedri Shemeikki på ett finländskt frimärke från 1985